# Жако (аул)
Жако́ (кабард.-черк. Жьэкуэ) — аул в Хабезском районе Карачаево-Черкесской Республики.
Образует муниципальное образование «Жаковское сельское поселение», как единственный населённый пункт в его составе.

## География
Аул расположен в южной части Хабезского района, на правом берегу реки Малый Зеленчук. Находится в 7 км к югу от районного центра Хабез и в 40 км к юго-западу от города Черкесск.
Площадь территории сельского поселения составляет — 51,15 км².
Граничит с землями населённых пунктов: Али-Бердуковский на севере и Кардоникская на юге. На востоке земли сельского поселения переходят в горные пастбищные луга.
Населённый пункт расположен в переходной от предгорной в горную, зоне республики. Рельеф местности представляет собой сильно расчленённую местность. Средние высоты на территории аула составляют 784 метров над уровнем моря. Абсолютные высоты превышают 1500 метров.
Гидрографическая сеть в основном представлена рекой Малый Зеленчук. К востоку от аула имеются множество выходов родниковых вод на земную поверхность.
Климат влажный умеренный. Средняя годовая температура воздуха составляет около +9°С. Наиболее холодный месяц — январь (среднемесячная температура −3°С), а наиболее тёплый — июль (+20°С). Заморозки начинаются в начале декабря и заканчиваются в начале апреля. Среднее количество осадков в год составляет около 820 мм в год. Основная их часть приходится на период с апреля по июнь.

## Этимология
Существует несколько версий о происхождении названия аула. «Буквальное значение составляющих топоним компонентов (жьэ — „рот“ и куэ — „бедро“) название не объясняет». В самом Жако существует легенда, что своё название аул получил по имени дерева, которое ранее почитали местные жители.

## История
Первые упоминания об ауле относятся к русским архивным документам 1740 года. В то время аул располагался в междуречье истоков рек Мара и Подкумок, и назывался Кубатей по фамилии основателя аула Худа Кубатова.
К концу XVIII века, аул переселился в ущелье реки Маруха, а в 1834 году аул обосновался уже на своей нынешней территории.
По окончании Русско-Кавказской войны в 1864 году, дворяне Кубатовы с частью населения аула вынуждено покинули Кавказ и переселились в Турцию, а аул был переименован в Атласкеровский, по фамилии дворянина Атласкерова.
В 1929 году постановлением Президиума ВЦИК аул Атлескировский был переименован в «Жако».

## Археологические памятники
Окрестности аула богаты археологическими памятниками. Здесь находились различные поселения культур бронзового и железного веков на Северном Кавказе. Также обнаружены христианские могильники (X век) и многочисленные адыгские курганные насыпи (XIV—XV вв.).
В 3-х км к северо-востоку от аула находиться местечко Тамгацик (кабард.-черк.  «Маленькая тамга»), представляющее собой небольшую балку, склоны которой покрыты вырезанными знаками-тамгами, в которой в 1952—1954 годах экспедицией ЧНИИ под руководством известного кавказоведа Е. П. Алексеевой, был обнаружен комплекс археологических памятников. Несколько выше него есть балка побольше, где склоны также покрыты тамгами — Тамгашхо (кабард.-черк. «Большая тамга»).

## Население
| 2002  | 2010  | 2012  | 2013  | 2014  | 2015  | 2016  |
| ----- | ----- | ----- | ----- | ----- | ----- | ----- |
| 1896  | ↗2052 | ↘2043 | ↗2065 | ↗2069 | ↘2065 | ↗2075 |
| 2017  | 2018  | 2019  | 2020  | 2021  | 2023  | 2024  |
| ↘2070 | ↘2067 | ↗2068 | ↘2057 | ↗2075 | ↗2076 | ↘2064 |
| 2025  |       |       |       |       |       |       |
| ↘2050 |       |       |       |       |       |       |

Плотность — 40.08 чел./км².
Национальный состав
По данным Всероссийской переписи населения 2010 года:
| Народ   | Численность, чел. | Доля от всего населения, % |
| ------- | ----------------- | -------------------------- |
| черкесы | 2042              | 99,5 %                     |
| другие  | 10                | 0,5 %                      |
| всего   | 2052              | 100 %                      |

## Образование
- Средняя общеобразовательная школа № 1 — ул. Афаунова, 8.
- Начальная школа Детский сад «Дыгъэ» — ул. Чапаева, 16.

## Здравоохранение
- Участковая больница — ул. Афаунова, 5.

## Культура
- Дом культуры

Общественно-политические организации:
- Адыгэ Хасэ
- Совет ветеранов труда и войны

## Ислам
В ауле действует одна мечеть.
- Аульская мечеть — ул. Северная, 25.

## Экономика
Основу экономики сельского поселения составляет сельское хозяйство. Наиболее развитым отраслем является животноводство, в частности разведение крупного рогатого скота. К западу от аула расположено предприятие — ОАО «Хабезский гипсовый завод», производящая сухие строительные смеси. К юго-западу от аула расположен ОТФ колхоз имени Ленина.

## Улицы
| Адамоковых  |
| Адыгская    |
| Акова       |
| Атлескирова |
| Афаунова    |
| Береговая   |
| Богатырёва  |
| Ветеранов   |
| Восточная   |
| Джерештовой |
| Добагова М. |

| Добагова С. |
| Кавказская  |
| Катаева     |
| Кулакова    |
| Кулакова    |
| Луговая     |
| Мамхяговых  |
| Мешезова    |
| Мира        |
| Молодёжная  |
| Набережная  |

| Новая      |
| Подгорная  |
| Полевая    |
| Пушкина    |
| Светлая    |
| Северная   |
| Чапаева    |
| Черкесская |
| Шебзухова  |
| Южная      |

## Известные уроженцы
- Готов Хусин Азамат-Гериевич (1941—2023) — известный черкесский профессиональный певец и музыкальный педагог, государственный деятель. Народный артист КЧР, Заслуженный артист КБР, Народный артист и Заслуженный артист Российской Федерации.